# Llista d'obres de Velázquez

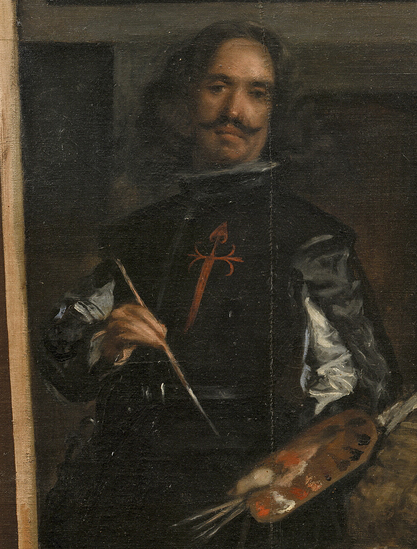
A l'esquerra del quadre de Las Meninas, es troba el pintor davant d'una gran tela; es considera que aquest és el millor autoretrat de Velázquez. Sobre el seu pit es troba l'emblema de l'Orde de Sant Jaume, que va ser pintat posteriorment.

La carrera artística de Diego Velázquez va transcórrer, aproximadament, entre 1617, any en què és acceptat en el gremi de pintors i 1660. Durant aquests més de quaranta anys de pintor va produir al voltant d'un centenar d'obres. Va ser un pintor cortesà, cultivat, el pintor oficial de la cort del rei Felip IV de Castella.
La temàtica de Velázquez és àmplia: el retrat, la pintura històrica, religiosa o mitològica, el nu femení, el paisatge i la natura morta. No obstant això, va destacar com a retratista, sobretot de la cort: des dels reis fins als bufons. És considerat el retratista espanyol amb més talent del segle xvii.
És especialment important, tant pel nombre d'obres com per la seva qualitat, l'obra conservada al Museu del Prado de Madrid, institució que va heretar gran part de les col·leccions reials espanyoles. En aquest museu es conserven unes 48 pintures de l'artista, que suposen aproximadament un terç de tota la seva producció i entre les quals hi ha moltes de les seves obres mestres. Destaca també el grup d'obres del Kunsthistorisches Museum de Viena, ja que la cort d'aquesta ciutat va rebre diversos retrats enviats per Felip IV. Altres museus del món compten amb importants obres seves, especialment en l'àmbit anglosaxó: al Regne Unit, la National Gallery de Londres, la col·lecció Wallace i Apsley House (Wellington Museum), i als Estats Units el Museu Metropolità d'Art de Nova York i el Museu de Belles Arts de Boston.
El catàleg de les obres de Velázquez de José López-Rey és un dels més reconeguts. Inclou tant les obres que segons el parer de l'autor van sortir completament de la seva mà, com aquelles en què va comptar amb una participació més o menys significativa del taller. Es va publicar el 1963 i va ser revisat el 1979. Al primer incloïa cent vint obres del pintor i en la revisió posterior eren cent vint-i-tres més sis dibuixos. A l'edició definitiva de 1996 va recusar un d'aquests dibuixos i va incorporar una nova pintura la Temptació de Sant Tomàs d'Aquino. L'atribució d'algunes altres obres encara avui és objecte de controvèrsia entre els especialistes.

## Evolució del seu estil pictòric
Als seus primers anys de pintor a Sevilla el seu estil va ser el naturalisme tenebrista amb una llum intensa i dirigida, la seva pinzellada densament empastada modelava les formes amb precisió, els seus colors dominants eren tons torrats i carnacions rogenques.
Amb 24 anys es va traslladar a Madrid, on va ser nomenat pintor del rei i quatre anys més tard va ser ascendit a pintor de cambra, el càrrec més important entre els pintors del rei i que va conservar durant la resta de la seva vida. A Madrid el seu estil va anar evolucionant i va passar a pintar amb grisos i negres en lloc dels colors terrosos.
En el seu primer viatge a Itàlia (1629-1630) va realitzar una radical transformació del seu estil: va assajar noves tècniques cercant la lluminositat. Cap a la meitat de 1630 es considera que va trobar el seu propi llenguatge pictòric mitjançant una combinació de pinzellades soltes de colors transparents i tocs precisos de pigment per ressaltar els detalls. Aquesta evolució es va produir a causa del coneixement de l'obra d'altres artistes, especialment la col·lecció reial i els quadres que va estudiar a Itàlia. També per la seva relació directa amb altres pintors, com a Rubens a la seva visita a Madrid i els que va conèixer en el seu primer viatge a Itàlia.
Josep Gudiol Ricart així explica el seu canvi d'estil pictòric de maduresa. El 1632 va pintar un retrat del príncep Baltasar Carlos que representa el començament d'una nova etapa a la tècnica de Velázquez que en una llarga evolució el va portar fins a les seves últimes pintures, mal anomenades impressionistes. Algunes zones d'aquest quadre, especialment en el vestit, Velázquez deixa de modelar la forma, tal com és, per pintar segons la impressió visual. Cercava així la simplificació del treball pictòric, però això exigia un coneixement profund de la manera com es produeixen els efectes de llum a les coses representades en la pintura. Es precisa també una gran seguretat, una gran tècnica i un instint considerable per poder escollir els elements dominants i principals, aquells que li permetran a l'espectador copsar amb exactitud tots els detalls com si haguessin estat pintats veritablement detalladament. Precisa també d'un domini total del clarobscur per donar la sensació de volum.
L'evolució de la seva pintura va prosseguir cap a una més gran simplificació i rapidesa d'execució. La seva tècnica, amb el pas del temps, es va tornar més precisa i esquemàtica. Així a la seva última dècada de vida (1650-1660) el seu estil va ser més esbossat i va assolir un gran domini de la llum. El pintor tenia per costum retocar les seves obres després de concloses; en alguns casos aquests retocs es van produir anys més tard.
Com l'estil de Velázquez va anar evolucionant, aquests retocs provoquen dubtes en algunes obres sobre l'època en les quals van ser pintades o també problemes d'autoria si el que va retocar va ser un quadre executat pel taller. En el seu taller va ingressar el 1631 un jove ajudant, Juan Bautista Martínez del Mazo que dos anys més tard es va casar amb la filla gran de Velázquez. Martínez del Mazo apareix des d'aleshores estretament unit a Velázquez, com el seu ajudant més important. Les seves pròpies obres no passen de ser còpies o adaptacions del mestre sevillà. La seva intervenció en algunes obres de Velázquez, que a la seva mort havien quedat sense acabar, ha originat discussions entre els crítics sobre l'atribució d'uns certs quadres a Velázquez o a Mazo.

## Obres originals
Llista exhaustiva de les obres reconegudes com a originals del pintor Diego Velázquez.

### Etapa sevillana (fins a 1621)
| Quadre                               | Nom                                           | Data                | Tècnica            | Dimensions       | Localització                                 | Notes | Referències |
| ------------------------------------ | --------------------------------------------- | ------------------- | ------------------ | ---------------- | -------------------------------------------- | --- | ----------- |
| Tres homes a taula                   | Tres homes a taula                            | ca. 1617            | Oli sobre tela     | 108,5 × 102 cm   | Ermitage, Sant Petersburg                    | |             |
| Esmorzar de pagesos                  | Esmorzar de pagesos                           | ca. 1618            | Oli sobre tela     | 96 × 102 cm      | Museu de Belles Arts de Budapest, Budapest   | |             |
| Cap d'home                           | Cap d'home                                    | ca. 1618            | Oli sobre tela     |                  | Ermitage, Sant Petersburg                    | Coincideix amb el cap d'un dels homes retratats a Esmorzar de pagesos |             |
| Els tres músics                      | Els tres músics                               | ca. 1618            | Oli sobre tela     | 87 × 110 cm      | Staatliche Museen, Berlín                    | |             |
| La mulata                            | La mulata o El sopar d'Emaús                  | 1617-1618 (o 1623?) | Oli sobre tela     | 56 × 118 cm      | National Gallery of Ireland, Dublín          | |             |
| Dos homes a taula                    | Dos homes a taula                             | ca. 1618            | Oli sobre tela     | 64,5 × 105 cm    | Apsley House, Wellington Museum, Londres     | |             |
| La Immaculada Concepció              | La Immaculada Concepció                       | 1618                | Oli sobre tela     | 135 × 102 cm     | National Gallery de Londres                  | |             |
| Cap de dona                          | Cap de dona                                   | ca. 1618            | Dibuix sobre paper |                  | Biblioteca Nacional, Madrid                  | |             |
| Cap de dona                          | Cap de dona                                   | ca. 1618            | Dibuix sobre paper |                  | Biblioteca Nacional, Madrid                  | |             |
| Vella fregint ous                    | Vella fregint ous                             | 1618                | Oli sobre tela     | 99 × 169 cm      | National Gallery of Scotland, Edimburg       | |             |
| Adoració dels Mags                   | Adoració dels Mags                            | 1619                | Oli sobre tela     | 204 × 126,5 cm   | Museu del Prado, Madrid                      | |             |
| Sant Joan Evangelista a Patmos       | Sant Joan Evangelista a Patmos                | 1619-1620           | Oli sobre tela     | 135,3 × 102,8 cm | National Gallery de Londres                  | |             |
| Crist a la casa de Marta i Maria     | Crist a la casa de Marta i Maria              | 1619-1620           | Oli sobre tela     | 60 × 103,5 cm    | National Gallery de Londres, Londres         | |             |
| Cap d'apòstol                        | Cap d'apòstol                                 | 1618-1620           | Oli sobre tela     | 38 × 29 cm       | Museu de Belles Arts de Sevilla \|           | Préstec del Museu del Prado a qui pertany. |             |
| Sant Pau                             | Sant Pau                                      | 1618-1620           | Oli sobre tela     | 99 × 78 cm       | Museu Nacional d'Art de Catalunya, Barcelona | |             |
| Sant Tomàs Apòstol                   | Sant Tomàs apòstol                            | 1618-1620           | Oli sobre tela     | 95 × 73 cm       | Musée des beaux-arts, Orleans                | |             |
| La cuinera                           | La cuinera                                    | 1620                | Oli sobre tela     | 55,5 × 104,5     | Art Institute of Chicago, Chicago            | Réplica de La mulata de 1618, amb variants |             |
| La cuinera                           | La cuinera                                    | 1620 ca.            | Oli sobre tela     |                  | Museum of Fine Arts Houston, Houston         | Réplica parcial de La mulata de 1618, amb variants. Atribuïda a Velázquez per Soni Bomford, en 2017. |             |
| El sopar d'Emaús                     | El sopar d'Emaús                              | 1620                | Oli sobre tela     | 123 × 132,6 cm   | Metropolitan Museum of Art, Nova York        | Datació controvertida, proposant-se dates que van des de 1619 (Lafuente Ferrari) fins a un moment immediatament posterior al retorn del primer viatge a Itàlia (Marías).                                                                                               |             |
| Les llàgrimes de Sant Pere           | Les llàgrimes de Sant Pere                    | ca. 1620            | Oli sobre tela     | 132 × 98,5 cm    | Fondo Villar Mir, Madrid                     | Descoberta per Manuela Mena en 1999; Alfonso E. Pérez Sánchez i Guillaume Kientz la consideren autògrafa. |             |
| Aiguader de Sevilla                  | Aiguader de Sevilla                           | 1620                | Oli sobre tela     | 106 × 82 cm      | Apsley House, Londres                        | |             |
| Aiguader de Sevilla                  | Aiguader de Sevilla                           | ca. 1620            | Oli sobre tela     |                  | Galleria degli Uffizi, Florència             | Rèplica de l'anterior, potser del mateix pintor; hi ha autors que li donen la primacia |             |
| Retrat de Cristóbal Suárez de Ribera | Retrat de Cristóbal Suárez de Ribera          | 1620                | Oli sobre tela     | 197 × 137 cm     | Museu de Belles Arts de Sevilla \|           | Signat i datat en un plec del vestit amb monograma de difícil lectura «(DOVZ o DLV), 1620». Es tractaria d'un retrat pòstum, perquè el retratat va morir el 1618, encara que Mayer va pensar que monograma i data podien ésser apòcrifs.                               |             |
| Retrat de cavaller                   | Retrat de cavaller (potser Francisco Pacheco) | 1620                | Oli sobre tela     | 40 × 36 cm       | Museu del Prado, Madrid                      | |             |
| Retrat de Jerónima de la Fuente      | Retrat de Jerónima de la Fuente               | 1620                | Oli sobre tela     | 160 × 110 cm     | Museu del Prado, Madrid                      | Procedent de Santa Isabel la Real de Toledo. Signada i datada «Diego Velazquez f. 1620.». El filacteri al voltant de la creu amb la seva inscripció, ara il·legible, va ser esborrat el 1944, després d'ingressar el quadre en el Museu, per haver-se cregut apòcrifa. |             |
| Retrat de Jerónima de la Fuente      | Retrat de Jerónima de la Fuente               | 1620                | Oli sobre tela     | 162 × 107 cm     | Col·lecció Fernández Araoz, Madrid           | Possiblement, còpia de l'anterior. Signatura i data «Diego Velazquez f. 1620.» afegides en data posterior i per mà aliena. |             |

### Madrid (1622-1629)
| Quadre                                         | Nom                                                         | Data      | Tècnica        | Dimensions      | Localització                                                                              | Notes | Referències |
| ---------------------------------------------- | ----------------------------------------------------------- | --------- | -------------- | --------------- | ----------------------------------------------------------------------------------------- | --- | ----------- |
| Retrat de Luis de Góngora                      | Retrat de Luis de Góngora                                   | 1622      | Oli sobre tela | 50,3 × 40,5 cm  | Museu de Belles Arts de Boston                                                            | N'hi ha rèpliques al Prado i al Lázaro Galdiano de Madrid                                                                   |             |
| Retrat d'un home de quaranta anys              | Retrat d'un home de quaranta anys potser Francisco de Rioja | ca. 1622  | Oli sobre tela | 66,5 × 51       | Col·lecció Payá, Madrid                                                                   | Presentat per Mayer el 1936, López-Rey el considera de Velázquez, mentre que Brown només ho considera com una possibilitat. |             |
| Retrat d'home jove                             | Retrat d'home jove o Autoretrat                             | 1623      | Oli sobre tela | 56 × 39 cm      | Museu del Prado, Madrid                                                                   | |             |
| Retrat de Felip IV                             | Retrat de Felip IV                                          | ca. 1623  | Oli sobre tela | 61,6 × 48,2 cm  | Meadows Museum, Dallas (Texas)                                                            | Còpia, potser autògrafa, de l'original perdut, el primer retrat de Felip IV que va fer l'autor segons Brown                 |             |
| Felip IV amb cuirassa                          | Retrat de Felip IV amb cuirassa                             | ca. 1623  | Oli sobre tela | 57 × 44 cm      | Museu del Prado, Madrid                                                                   | |             |
| Felip IV jove                                  | Retrat de Felip IV jove, dret                               | 1623      | Oli sobre tela | 198 × 101,5 cm  | Museu del Prado, Madrid                                                                   | Repintat en 1628 |             |
| Felip IV, jove                                 | Retrat de Felip IV jove, dret                               | 1624      | Oli sobre tela | 200 × 103 cm    | Metropolitan Museum of Art, Nova York                                                     | Còpia (potser autògrafa) del retrat del Prado, en el seu estat de 1623, abans d'ésser modificat                             |             |
| La mare de Déu posa la casulla a Sant Ildefons | La mare de Déu posa la casulla a Sant Ildefons              | 1623      | Oli sobre tela | 165 × 115 cm    | Museu de Belles Arts de Sevilla \|                                                        | |             |
| Retrat de noble (Juan de Fonseca?)             | Retrat de noble (Juan de Fonseca?)                          | ca. 1623  | Oli sobre tela | 52 × 40 cm      | Detroit Institute of Arts, Detroit                                                        | Hi ha dubtes sobre l'autoria                                                                                                |             |
| Retrat del Comte-Duc d'Olivares dret           | Retrat del Comte-Duc d'Olivares dret                        | 1623-1624 | Oli sobre tela | 216 × 129,5 cm  | Hispanic Society, Nova York                                                               | Autoria discutida: original o còpia d'un original perdut; M. Díaz Padrón el considera obra de Gaspar Crayer                 |             |
| Retrat del Comte-Duc d'Olivares dret           | Retrat del Comte-Duc d'Olivares dret                        | 1623-1624 | Oli sobre tela |                 | Col·lecció Várez Fisa, Madrid                                                             | Autoria discutida: original o còpia d'un original perdut; podria ser obra de Gaspar Crayer                                  |             |
| Retrat del Comte-Duc d'Olivares dret           | Retrat del Comte-Duc d'Olivares dret                        | 1623-1624 | Oli sobre tela |                 | Col·lecció Fernández Araoz, Madrid                                                        | Autoria discutida: original o còpia d'un original perdut; podria ser obra de Gaspar Crayer                                  |             |
| Retrat del Comte-Duc d'Olivares dret           | Retrat del Comte-Duc d'Olivares dret                        | 1624      | Oli sobre tela | 206 × 106 cm    | Museo de Arte de São Paulo, São Paulo                                                     | |             |
| El trinitari Simón de Rojas mort               | El trinitari Simón de Rojas mort                            | 1624      | Oli sobre tela | 101 × 121 cm    | Col·lecció dels Ducs de l'Infantado, Madrid Dipositat al Museu de Belles Arts de València | Ha estat atribuït a Vicente Carducho                                                                                        |             |
| Retrat de dama                                 | Retrat de dama                                              | 1625      | Oli sobre tela | 32 × 24 cm      | Palau Reial de Madrid, Madrid                                                             | Robat en 1989, se'n desconeix on és                                                                                         |             |
| Retrat de l'infant Carles                      | Retrat de l'infant Carles                                   | 1626-1627 | Oli sobre tela |                 | Museu del Prado, Madrid                                                                   | |             |
| Banyes de cérvol                               | Banyes de cérvol                                            | 1626      | Oli sobre tela |                 | Palau Reial de Madrid, Madrid                                                             | Les banyes poden ser de mà de Velázquez, essent la resta d'animals afegits posteriorment                                    |             |
| Cap de cérvol                                  | Cap de cérvol                                               | 1626-1627 | Oli sobre tela | 66, 5 × 52,5 cm | Museu del Prado, Madrid                                                                   | |             |
| Retrat de Felip IV jove, dret                  | Retrat de Felip IV jove, dret                               | ca. 1628  | Oli sobre tela |                 | Isabella Stewart Gardner Museum, Boston                                                   | Còpia (potser autògrafa) del retrat del Prado, procedent de la col·lecció del Marquès de Leganés                            |             |
| Retrat de Sebastián García de la Huerta        | Retrat de Sebastián García de la Huerta                     | ca. 1628  | Oli sobre tela | 121 × 101 cm    | Col·lecció particular                                                                     | Carmen Garrido (2012) l'atribueix a Velázquez; A. L. Mayer (1936), també                                                    |             |
| El geògraf o Demòcrit                          | El geògraf o Demòcrit                                       | 1628-1629 | Oli sobre tela |                 | Musée des beaux-arts, Rouen                                                               | |             |
| El triomf de Bacus(o Els embriacs)             | El triomf de Bacus(o Els embriacs)                          | 1628-1629 | Oli sobre tela | 165 × 225 cm    | Museu del Prado, Madrid                                                                   | |             |

### Primer viatge a Itàlia (1629-1630)
| Quadre                                       | Nom                                          | Data     | Tècnica        | Dimensions     | Localització                                               | Notes | Referències |
| -------------------------------------------- | -------------------------------------------- | -------- | -------------- | -------------- | ---------------------------------------------------------- | --- | ----------- |
| Cap d'Apol·lo                                | Cap d'Apol·lo                                | 1630     | Oli sobre tela |                | Col·lecció particular, Japó                                | Possiblement, estudi per a l'Apol·lo de La forja de Vulcà |             |
| La forja de Vulcà                            | La forja de Vulcà                            | 1630     | Oli sobre tela | 223 × 290      | Museu del Prado, Madrid                                    | |             |
| La túnica de Josep                           | La túnica de Josep                           | 1630     | Oli sobre tela | 223 × 250      | Monestir de l'Escorial, San Lorenzo de El Escorial         | |             |
| Retrat de Maria d'Àustria, regna d'Hongria   | Retrat de Maria d'Àustria, regna d'Hongria   | 1630     | Oli sobre tela | 58 × 44        | Museu del Prado, Madrid                                    | |             |
| Retrat de cavaller jove                      | Retrat de cavaller jove                      | ca. 1630 | Oli sobre tela | 89,5 × 69,5 cm | Alte Pinakothek, Múnic                                     | |             |
| Retrat de cavaller                           | Retrat de cavaller                           | ca. 1630 | Oli sobre tela |                | Col·lecció particular, Princeton                           | Abans havia estat a la col·lecció Contini-Bonaccosi de Florència                                                                                             |             |
| Retrat de cavaller, probablement Juan Mateos | Retrat de cavaller, probablement Juan Mateos | ca. 1630 | Oli sobre tela | 47 × 39 cm     | Comprada en 2011 per l'Alfred Bader Fine Arts de Milwaukee | Peter Cherry publicà (Ars magazine, oct. 2011) l'atribució a Velázquez; les neteges posteriors la confirmaren i en 2013 sortí a subhasta                     |             |
| Retrat d'home (Autoretrat?)                  | Retrat d'home (Autoretrat?)                  | ca. 1630 | Oli sobre tela | 68,6 × 55,2 cm | Metropolitan Museum of Art, Nova York                      | Abans atribuït a Anton van Dyck; possible estudi per a una figura de La rendició de Breda (és la mateixa persona que s'hi veu darrere el cavall, a la dreta) |             |

### Madrid (1631-1648)
| Quadre                                                                | Nom                                                                   | Data      | Tècnica            | Dimensions       | Localització                                          | Notes |
| --------------------------------------------------------------------- | --------------------------------------------------------------------- | --------- | ------------------ | ---------------- | ----------------------------------------------------- | --- |
| Diego Corral de Arellano                                              | Diego Corral de Arellano                                              | 1631      | Oli sobre tela     | 215 × 110 cm     | Museu del Prado, Madrid                               | Feia parella amb el retrat d'Antonia de Ipeñarrieta, la seva esposa (1634) |
| El príncep Baltasar Carlos amb un nan                                 | El príncep Baltasar Carlos amb un nan                                 | 1631      | Oli sobre tela     | 128 × 102 cm     | Museu de Belles Arts de Boston                        | Presenta una inscripció, sobre la cortina esquerra: «Aetatis AN./MENS 4». Brown i Elliott pensen que falta, un 2 després d'AN, corresponent a l'edat del retratat als dos anys i quatre mesos, el quadre es va destinar a commemorar la jura com a hereu per les Corts de Castella, cerimònia que va tenir lloc el 1632 i a la qual el príncep hauria acudit, segurament, vestit com ho fa en aquest retrat. |
| El príncep Baltasar Carlos                                            | El príncep Baltasar Carlos                                            | 1632      | Oli sobre tela     |                  | Col·lecció Wallace, Londres                           | |
| Crist a la creu                                                       | Crist a la creu                                                       | 1631      | Oli sobre tela     | 100 × 57 cm      | Museu del Prado, Madrid                               | |
| Pedro de Barberana amb l'hàbit de Calatrava                           | Pedro de Barberana amb l'hàbit de Calatrava                           | 1631-1632 | Oli sobre tela     |                  | Kimbell Art Museum, Fort Worth (Texas)                | |
| Juan Mateos                                                           | Juan Mateos                                                           | 1631-1632 | Oli sobre tela     | 108 × 89,5 cm    | Gemäldegalerie, Dresden                               | Les mans estan només esbossades, però amb algun toc de llum blanca que fa pensar que Velázquez ho donés per conclòs en aquest estat. |
| Temptació de Sant Tomàs d'Aquino                                      | Temptació de Sant Tomàs d'Aquino                                      | 1631-1632 | Oli sobre tela     | 244 × 203 cm     | Museu Diocesà d'Oriola                                | |
| Crist crucificat                                                      | Crist crucificat                                                      | 1632 ?    | Oli sobre tela     | 249 × 170,5 cm   | Museu del Prado, Madrid                               | |
| Crist flagel·lat i l'ànima cristiana                                  | Crist flagel·lat i l'ànima cristiana                                  | 1632      | Oli sobre tela     | 165,1 × 206,4 cm | National Gallery de Londres                           | |
| Una sibil·la                                                          | Una sibil·la                                                          | 1632      | Oli sobre tela     | 62,1 × 50 cm     | Museu del Prado, Madrid                               | Possible retrat de Juana Pacheco, la seva esposa |
| Felip IV                                                              | Felip IV                                                              | 1632      | Oli sobre tela     | 127 × 86,5 cm    | Kunsthistorisches Museum, Viena                       | Generalment considerada obra de Velázquez amb col·laboració del taller. Per a López-Rey únicament el cap i algun petit detall podrien considerar-se de Velázquez. |
| La reina Elisabet de Borbó                                            | La reina Elisabet de Borbó                                            | 1632      | Oli sobre tela     | 132 × 101,5 cm   | Kunsthistorisches Museum, Viena                       | Amb molta intervenció del taller |
| El bufó anomenat Joan d'Àustria                                       | El bufó anomenat Joan d'Àustria                                       | 1632-1633 | Oli sobre tela     | 210 × 124,5 cm   | Museu del Prado, Madrid                               | Per a la Torre de la Parada (pavelló de caça) |
| Santa Rufina                                                          | Santa Rufina                                                          | 1632-1634 | Oli sobre tela     |                  | Casa de Velázquez, Sevilla                            | |
| Retrat d'home, potser Retrat de José Nieto                            | Retrat d'home, potser Retrat de José Nieto                            | 1632-1634 | Oli sobre tela     | 76 × 64,5 cm     | Apsley House, Londres                                 | |
| Cavall blanc                                                          | Cavall blanc                                                          | 1635      | Oli sobre tela     | 310 × 245 cm     | Palau Reial de Madrid, Madrid                         | Estudi per a un retrat eqüestre |
| Retrat del Comte-Duc d'Olivares a cavall                              | Retrat del Comte-Duc d'Olivares a cavall                              | 1634      | Oli sobre tela     | 313 × 239 cm     | Museu del Prado, Madrid                               | |
| Retrat d'Antonia de Ipeñarrieta y Galdós i son fill Luis              | Retrat d'Antonia de Ipeñarrieta y Galdós i son fill Luis              | 1634      | Oli sobre tela     | 205 × 115 cm     | Museu del Prado, Madrid                               | Feia parella amb el retrat de Diego Corral de Arellano, el seu espòs (1631) |
| La rendició de Breda (o Les llances)                                  | La rendició de Breda (o Les llances)                                  | 1634      | Oli sobre tela     | 307 × 367 cm     | Museu del Prado, Madrid                               | |
| Retrat de Felip III a cavall                                          | Retrat de Felip III a cavall                                          | 1629-1635 | Oli sobre tela     | 300 × 314 cm     | Museu del Prado, Madrid                               | Per al Saló de Regnes del Palau del Buen Retiro; feia parella amb el de Margarida d'Àustria |
| Retrat de la reina Margarida d'Àustria a cavall                       | Retrat de la reina Margarida d'Àustria a cavall                       | 1629-1635 | Oli sobre tela     | 302 × 311,5 cm   | Museu del Prado, Madrid                               | Amb intervenció del taller; per al Saló de Regnes del Palau del Buen Retiro; parella del de Felip III |
| Retrat de la reina Elisabet de Borbó a cavall                         | Retrat de la reina Elisabet de Borbó a cavall                         | 1629-1635 | Oli sobre tela     | 301 × 314 cm     | Museu del Prado, Madrid                               | Amb intervenció del taller; per al Saló de Regnes del Palau del Buen Retiro; parella del de Felip IV |
| Retrat de Felip IV a cavall                                           | Retrat de Felip IV a cavall                                           | 1634-1635 | Oli sobre tela     | 303,5 × 317,5 cm | Museu del Prado, Madrid                               | Per al Saló de Regnes del Palau del Buen Retiro; feia parella amb el d'Elisabet de Borbó |
| Retrat del príncep Baltasar Carles a cavall                           | Retrat del príncep Baltasar Carles a cavall                           | 1634-1635 | Oli sobre tela     | 209,5 × 174 cm   | Museu del Prado, Madrid                               | Per al Saló de Regnes del Palau del Buen Retiro |
| Retrat del Comte-Duc d'Olivares sobre un cavall blanc                 | Retrat del Comte-Duc d'Olivares sobre un cavall blanc                 | ca. 1635  | Oli sobre tela     |                  | Metropolitan Museum of Art, Nova York                 | Rèplica en format reduït del retrat del Prado, potser autògrafa; López-Rey l'atribueix a Martínez del Mazo |
| Retrat de Felip IV en marró i argent (Silver Philip o Felip d'argent) | Retrat de Felip IV en marró i argent (Silver Philip o Felip d'argent) | 1635      | Oli sobre tela     | 199 × 113 cm     | National Gallery de Londres                           | Fins al s. XIX era al monestir de l'Escorial |
| Retrat d'Elisabet de Borbó                                            | Retrat d'Elisabet de Borbó                                            | ca. 1635  | Oli sobre tela     |                  | Col·lecció particular, Nova York                      | Còpia, potser autògrafa, d'un retrat desaparegut |
| Retrat del Comte-Duc d'Olivares                                       | Retrat del Comte-Duc d'Olivares                                       | 1635      | Oli sobre tela     | 67 × 54,5 cm     | Ermitage, Sant Petersburg                             | |
| Retrat de Felip IV caçador                                            | Retrat de Felip IV caçador                                            | 1634-1636 | Oli sobre tela     | 191 × 126 cm     | Museu del Prado, Madrid                               | Per a la Torre de la Parada (pavelló de caça) |
| Retrat del cardenal infant Ferran com a caçador                       | Retrat del cardenal infant Ferran com a caçador                       | 1634-1636 | Oli sobre tela     | 191 × 107 cm     | Museu del Prado, Madrid                               | Per a la Torre de la Parada (pavelló de caça) |
| Retrat del príncep Baltasar Carles caçador                            | Retrat del príncep Baltasar Carles caçador                            | 1635      | Oli sobre tela     | 191 × 103 cm     | Museu del Prado, Madrid                               | Per a la Torre de la Parada (pavelló de caça) |
| La dama del ventall                                                   | La dama del ventall                                                   | 1635      | Oli sobre tela     | 95 × 70 cm       | Col·lecció Wallace, Londres                           | |
| L'escultor Juan Martínez Montañés                                     | L'escultor Juan Martínez Montañés                                     | 1635-1636 | Oli sobre tela     | 109 × 107 cm     | Museu del Prado, Madrid                               | |
| La tela reial o Cacera de porcs senglars a l'Hoyo de Manzanares       | La tela reial o Cacera de porcs senglars a l'Hoyo de Manzanares       | 1635-1637 | Oli sobre tela     |                  | National Gallery de Londres                           | Obra en col·laboració amb Juan Bautista Martínez del Mazo; potser Velázquez va pintar-hi algunes de les figures del primer pla, tot i que l'autoria és discutida |
| ;                                                                     | El príncep Baltasar Carles al picador                                 | 1636-1637 | Oli sobre tela     | 144 × 96,5 cm    | Col·lecció del Duc de Westminster, Londres            | |
| Pablo de Valladolid (o Retrat d'un actor)                             | Pablo de Valladolid (o Retrat d'un actor)                             | 1636-1637 | Oli sobre tela     | 212,4 × 125 cm   | Museu del Prado, Madrid                               | |
| El bufó Juan de Calabazas (El bufó Calabacillas o "El bobo de Coria") | El bufó Juan de Calabazas (El bufó Calabacillas o "El bobo de Coria") | 1637-1639 | Oli sobre tela     | 106,5 × 82,5 cm  | Museu del Prado, Madrid                               | Per a la Torre de la Parada (pavelló de caça) |
| Bust del Comte-Duc d'Olivares                                         | Bust del Comte-Duc d'Olivares                                         | ca. 1638  | Oli sobre coure    |                  | Palau Reial de Madrid, Madrid                         | |
| Retrat de Francesc I d'Este, duc de Mòdena                            | Retrat de Francesc I d'Este, duc de Mòdena                            | 1638-1639 | Oli sobre tela     | 68 × 51 cm       | Galleria Estense, Mòdena                              | |
| Fragment del retrat de Fernando Valdés                                | Fragment del retrat de Fernando Valdés                                | 1639      | Oli sobre tela     |                  | Palau Reial de Madrid, Madrid                         | Únic fragment conservat del retrat, a banda de còpies; el 1989, el fragment va ser robat i no se'n coneix on és |
| El bufó Barbarroja o Castañeda                                        | El bufó Barbarroja o Castañeda                                        | 1637-1640 | Oli sobre tela     | 200 × 121,5 cm   | Museu del Prado, Madrid                               | Per a la Torre de la Parada (pavelló de caça) |
| La cosidora                                                           | La cosidora                                                           | 1640      | Oli sobre tela     | 74 × 60 cm       | National Gallery of Art, Washington D.C.              | Potser és un retrat de la seva muller o filla |
| Felip IV a Fraga                                                      | Felip IV a Fraga                                                      | 1640      | Oli sobre tela     | 133 × 98 cm      | Frick Collection, Nova York                           | |
| El príncep Baltasar Carlos dret                                       | El príncep Baltasar Carlos dret                                       | 1640      | Oli sobre tela     | 128,5 × 99 cm    | Kunsthistorisches Museum, Viena                       | |
| Mart descansant                                                       | Mart descansant                                                       | 1640      | Oli sobre tela     | 179 × 95 cm      | Museu del Prado, Madrid                               | |
| Menip                                                                 | Menip                                                                 | 1639-1641 | Oli sobre tela     | 178,2 × 93,5 cm  | Museu del Prado, Madrid                               | |
| Esop                                                                  | Esop                                                                  | 1639-1642 | Oli sobre tela     | 179 × 94 cm      | Museu del Prado, Madrid                               | |
| Cap de nena                                                           | Cap de nena                                                           | 1642      | Oli sobre tela     | 51,5 × 41        | Hispanic Society of America, Nova York                | |
| Sant Antoni Abat i Sant Pau l'Eremita                                 | Sant Antoni Abat i Sant Pau l'Eremita                                 | ca. 1642  | Oli sobre tela     | 257 × 188 cm     | Museu del Prado, Madrid                               | Per a l'ermita de Sant Antoni al Palau del Buen Retiro de Madrid. |
| La coronació de la Mare de Déu                                        | La coronació de la Mare de Déu                                        | 1641-1644 | Oli sobre tela     | 176 × 124 cm     | Museu del Prado, Madrid                               | |
| Aracné o Sibil·la                                                     | Aracné o Sibil·la                                                     | ca. 1644  | Oli sobre tela     | 64 × 58 cm       | Meadows Museum, Dallas                                | |
| El bufó Francisco Lezcano "el Niño de Vallecas"                       | El bufó Francisco Lezcano "el Niño de Vallecas"                       | 1643-1645 | Oli sobre tela     | 106 × 83 cm      | Museu del Prado, Madrid                               | |
| El cardenal Gaspar de Borja y Velasco                                 | El cardenal Gaspar de Borja y Velasco                                 | ca. 1645  | Dibuix sobre paper |                  | Real Academia de Bellas Artes de San Fernando, Madrid | Dibuix original per al retrat, perdut, del qual només es conserven còpies |
| El cardenal Gaspar de Borja y Velasco                                 | El cardenal Gaspar de Borja y Velasco                                 | ca. 1645  | Oli sobre tela     | 106 × 83 cm      | Museu de Arte de Ponce, Puerto Rico                   | No és de mà del pintor; possible còpia d'un original perdut de Velázquez; n'hi ha d'altres còpies a Frankfurt i a la Catedral de Toledo. |
| El bufó Diego de Acedo "el Primo"                                     | El bufó Diego de Acedo "el Primo"                                     | ca. 1645  | Oli sobre tela     | 106 × 83 cm      | Museu del Prado, Madrid                               | |
| El nan Sebastián de Morra                                             | El nan Sebastián de Morra                                             | ca. 1645  | Oli sobre tela     | 106,5 × 81,5 cm  | Museu del Prado, Madrid                               | |
| El nan Sebastián de Morra                                             | El nan Sebastián de Morra                                             | ca. 1645  | Oli sobre tela     |                  | Col·lecció particular, Suïssa                         | Rèplica, potser autògrafa, del retrat anterior. |
| Vista de Saragossa                                                    | Vista de Saragossa                                                    | 1647      | Oli sobre tela     | 181 × 331 cm     | Museu del Prado, Madrid                               | Obra en col·laboració amb Juan Bautista Martínez del Mazo; potser Velázquez va pintar-hi algunes de les figures del primer pla |
| Juan Francisco de Pimentel, Conde de Benavente                        | Juan Francisco de Pimentel, Conde de Benavente                        | 1648?     | Oli sobre tela     | 109 × 88 cm      | Museu del Prado, Madrid                               | |
| La infanta Maria Teresa                                               | La infanta Maria Teresa                                               | 1648      | Oli sobre tela     | 48 × 37 cm       | Metropolitan Museum of Art, Nova York                 | |
| Cap de cavaller amb cadena d'or i creu                                | Cap de cavaller amb cadena d'or i creu                                | 1645-1650 | Oli sobre tela     | 67 × 56 cm       | Gemäldegalerie, Dresden                               | |

### Segon viatge a Itàlia (1649-1651)
| Quadre                                  | Nom                                           | Data                 | Tècnica        | Dimensions     | Localització | Notes | Referències |
| --------------------------------------- | --------------------------------------------- | -------------------- | -------------- | -------------- | --- | --- | ----------- |
| Autoretrat                              | Autoretrat                                    | 1650                 | Oli sobre tela | 45 × 38 cm     | Museu de Belles Arts de València                                                                                       | |             |
| Retrat de criada (La gallega)           | Retrat de criada (La gallega)                 | ca. 1650             | Oli sobre tela |                | Col·lecció particular                                                                                                  | Inacabat, la majoria de crítics el consideren autògraf. |             |
| El cardenal Camillo Massimi             | El cardenal Camillo Massimi                   | ca. 1650             | Oli sobre tela | 45 × 38 cm     | Kingston Lacy (Dorset, Anglaterra)                                                                                     | |             |
| El cardenal Camillo Astalli Pamphili    | El cardenal Camillo Astalli Pamphili          | ca. 1650             | Oli sobre tela | 61 × 48,5 cm   | Hispanic Society of America, Londres                                                                                   | |             |
| Retrat de Juan de Pareja                | Retrat de Juan de Pareja                      | 1649-1650            | Oli sobre tela | 81,3 × 69,9 cm | Metropolitan Museum of Art, Nova York                                                                                  | |             |
| Ferdinando Brandani                     | Ferdinando Brandani                           | 1649-1650            | Oli sobre tela | 50,5 × 47      | Museu del Prado, Madrid                                                                                                | |             |
| Cap d'Innocenci X                       | Cap d'Innocenci X                             | 1650                 | Oli sobre tela | 49 × 42 cm     | National Gallery of Art, Washington D.C.                                                                               | Possiblement, és un estudi previ per al retrat |             |
| Retrat d'Innocenci X                    | Retrat d'Innocenci X                          | 1650                 | Oli sobre tela | 140 × 120 cm   | Galleria Doria-Pamphili, Roma                                                                                          | |             |
| Retrat d'Innocenci X                    | Retrat d'Innocenci X                          | 1650                 | Oli sobre tela |                | Apsley House, Wellington Museum, Londres                                                                               | Rèplica del retrat de Roma de gran qualitat. Palomino diu que Velázquez va fer una còpia del retrat i que la va conservar al seu estudi; podria ésser aquesta, que abans d'arribar a Londres es conservava a Madrid                             |             |
| Retrat d'Olimpia Pamphilij              | Retrat d'Olimpia Maidalchini Pamphilij        | 1650                 | Oli sobre tela | 77,4 × 61 cm   | Subhastat en 2019 a Londres.                                                                                           | Retrat de l'amant i familiar del papa Innocenci X. Consta en l'inventari de Gaspar de Haro y Fernández de Córdoba de 1687. Perdut, s'ha identificat en una col·lecció particular en 2002.                                                       |             |
|                                         | Retrat de Cristoforo Segni, majordom del Papa | 1650-1651            | Oli sobre tela | 144 × 92 cm    | Col·lecció particular, Regne Unit. Abans a la col·lecció Kisters de Kreuzlingen (Suïssa); subhastado el febrer de 2018 | Hi col·labora Pietro Martire Neri: en el paper hi ha la signatura «Alla Santta. di Nro. Sig.re. Innocenzio Xº Mons Maggiordomo ne parti a S.Sta. Per Diego de Silva Velasq. e Pietro Martire Neri». Pérez Sánchez atribueix el cap a Velázquez. |             |
| Els jardins de la Vil·la Mèdici de Roma | Els jardins de la Vil·la Mèdici de Roma       | 1649-1651? (o 1634?) | Oli sobre tela | 48 × 42        | Museu del Prado, Madrid                                                                                                | |             |
| Els jardins de la Vil·la Mèdici de Roma | Els jardins de la Vil·la Mèdici de Roma       | 1649-1651? (o 1634?) | Oli sobre tela | 44 × 38        | Museu del Prado, Madrid                                                                                                | |             |
| Venus del mirall                        | Venus del mirall                              | 1649-1651            | Oli sobre tela | 122 × 177 cm   | National Gallery, Londres                                                                                              | |             |

### Madrid (1651-1660)
| Quadre                                                  | Nom                                                     | Data          | Tècnica        | Dimensions                                               | Localització                                                                  | Notes | Referències |
| ------------------------------------------------------- | ------------------------------------------------------- | ------------- | -------------- | -------------------------------------------------------- | ----------------------------------------------------------------------------- | --- | ----------- |
| Retrat de la infanta Maria Teresa                       | Retrat de la infanta Maria Teresa                       | 1651          | Oli sobre tela | 44,5 × 40 cm                                             | Metropolitan Museum of Art, Nova York                                         | |             |
| Retrat de la infanta Maria Teresa als catorze anys      | Retrat de la infanta Maria Teresa als catorze anys      | 1652-1653     | Oli sobre tela | 127 × 98,5 cm                                            | Kunsthistorisches Museum, Viena                                               | N'hi ha còpia de taller a Boston |             |
| Retrat de la reina Mariana d'Àustria                    | Retrat de la reina Mariana d'Àustria                    | 1652-1653     | Oli sobre tela | 231 × 131 cm                                             | Museu del Prado, Madrid                                                       | | [ 19 ]      |
| Retrat de la infanta Margarita en rosa                  | Retrat de la infanta Margarita en rosa                  | 1653          | Oli sobre tela | 128 × 100 cm                                             | Kunsthistorisches Museum, Viena                                               | |             |
| Retrat de la infanta Margarita en rosa                  | Retrat de la infanta Margarita en rosa                  | 1653          | Oli sobre tela |                                                          | Col·lecció dels Ducs d'Alba, Madrid                                           | Rèplica de qualitat de l'anterior; alguns la consideren autògrafa |             |
| Retrat de la infanta Margarita als tres anys            | Retrat de la infanta Margarita als tres anys            | 1653          | Oli sobre tela | 128,5 × 100 cm                                           | Kunsthistorisches Museum, Viena                                               | |             |
| Retrat de la infanta Margarita                          | Retrat de la infanta Margarita                          | 1654          | Oli sobre tela | 70 × 59 cm                                               | Musée du Louvre, París                                                        | |             |
| Bust de Felip IV                                        | Bust de Felip IV                                        | 1652-1655     | Oli sobre tela | 69 × 56,2 cm                                             | Museo del Prado, Madrid                                                       | |             |
| Bust de Mariana d'Àustria                               | Bust de Mariana d'Àustria                               | 1656          | Oli sobre tela |                                                          | Meadows Museum, Dallas                                                        | Potser estudi per a un retrat major |             |
| Bust de Mariana d'Àustria                               | Bust de Mariana d'Àustria                               | ca. 1656-1657 | Oli sobre tela |                                                          | Col·lecció Thyssen-Bornemisza al Museu Nacional d'Art de Catalunya, Barcelona | |             |
| Les filadores (o La faula d'Aracné o El somni d'Aracné) | Les filadores (o La faula d'Aracné o El somni d'Aracné) | 1654-1657     | Oli sobre tela | 167 × 252 cm (222,5 × 293 cm amb els afegits posteriors) | Museu del Prado, Madrid                                                       | |             |
| Las Meninas (La família de Felip IV)                    | Las Meninas (La família de Felip IV)                    | 1656-1657     | Oli sobre tela | 142 × 122 cm                                             | Kingston Lacy, Dorset (Anglaterra)                                            | Matías Díaz Padrón la creu autògrafa, com a esborrany o quadre preparatori, potser per mostrar al rei el resultat previst; s'havia considerat una còpia posterior de J. B. del Mazo |             |
| Las Meninas (La família de Felip IV)                    | Las Meninas (La família de Felip IV)                    | 1656-1657     | Oli sobre tela | 318 × 276 cm                                             | Museu del Prado, Madrid                                                       | |             |
| Retrat de Felip IV                                      | Retrat de Felip IV                                      | 1657          | Oli sobre tela | 47 × 37,5 cm                                             | National Gallery de Londres                                                   | Últim retrat de Felip IV |             |
| Mercuri i Argos                                         | Mercuri i Argos                                         | 1659          | Oli sobre tela | 127 × 248 cm                                             | Museu del Prado, Madrid                                                       | |             |
| Retrat de la infanta Margarida d'Àustria en blau        | Retrat de la infanta Margarida d'Àustria en blau        | 1659          | Oli sobre tela | 127 × 107 cm                                             | Kunsthistorisches Museum, Viena                                               | |             |
| Retrat de l'infant Felip Pròsper                        | Retrat de l'infant Felip Pròsper                        | 1659          | Oli sobre tela | 128,5 × 99,5 cm                                          | Kunsthistorisches Museum, Viena                                               | |             |
| Retrat de la infanta Margarida d'Àustria                | Retrat de la infanta Margarida d'Àustria                | 1659          | Oli sobre tela |                                                          | Museu d'Art Occidental i Oriental, Kíev                                       | |             |

## Obres que s'havien cregut originals de Velázquez i avui descatalogades
| Quadre                                   | Nom                                      | Data      | Tècnica        | Dimensions      | Localització                           | Notes | Referències |
| ---------------------------------------- | ---------------------------------------- | --------- | -------------- | --------------- | -------------------------------------- | --- | ----------- |
| Francisco de Quevedo                     | Francisco de Quevedo                     | ca. 1631  | Oli sobre tela |                 | Instituto Valencia de Don Juan, Madrid | Considerat durant anys com una còpia d'un original perdut de Velázquez, s'ha adjudicat després a Juan van der Hammen                                                                  |             |
| Reunió de tretze personatges             | Reunió de tretze personatges             | ca. 1630  | Oli sobre tela |                 | Musée du Louvre, París                 | Al segle xix es pensava que era obra de Velázquez; avui hi ha consens en considerar-la de Juan Bautista del Mazo                                                                      |             |
| Nan amb gos o El bufó Antonio el Inglés  | Nan amb gos o El bufó Antonio el Inglés  | 1640-1645 | Oli sobre tela | 142 × 107 cm    | Museo del Prado, Madrid                | Atribuït a Velázquez, s'ha adjudicat després a Carreño de Miranda i, actualment, a Juan Bautista Martínez del Mazo                                                                    |             |
| Retrat de la infanta Margarida d'Àustria | Retrat de la infanta Margarida d'Àustria | 1659-1664 | Oli sobre tela | 120,5 × 94,5 cm | Kunsthistorisches Museum, Viena        | Acabat per Juan Bautista del Mazo; possiblement és tota obra seva, sobre idea de Velázquez                                                                                            |             |
| Retrat de la infanta Margarida d'Àustria | Retrat de la infanta Margarida d'Àustria | 1660      | Oli sobre tela | 212 × 147 cm    | Museo del Prado, Madrid                | S'havia considerat l'última obra de Velázquez, però va ser pintada per Juan Bautista del Mazo, a partir del retrat anterior; Velázquez podria haver fet l'esborrany o la idea general |             |

## Obres atribuïdes a Velázquez per algun autor
| Quadre                                              | Nom                                                 | Data          | Tècnica         | Dimensions    | Localització                                             | Notes | Referències |
| --------------------------------------------------- | --------------------------------------------------- | ------------- | --------------- | ------------- | -------------------------------------------------------- | --- | ----------- |
|                                                     | Retrat de nena o Immaculada nena                    | 1616-1617     | Oli sobre tela  |               | Col·lecció particular, subhastat el 2017 a Madrid        | Atribuït per Richard de Willerminn el 2010. |             |
| Educació de la Mare de Déu                          | Educació de la Mare de Déu                          | ca. 1617      | Oli sobre tela  | cm            | Yale University Art Gallery                              | Atribuït per John Marciari el 2010, Benito Navarrete i d'altres; atribució no acceptada per Jonathan Brown, pendent de més investigacions                                        |             |
| Immaculada Concepció                                | Immaculada Concepció                                | ca. 1618-1620 | Oli sobre tela  | 142 × 98,5 cm | Centro de Investigación Diego Velázquez, Sevilla         | Atribuït a Velázquez per Jonathan Brown; Pérez Sánchez el considera d'Alonso Cano.                                                                                               |             |
| Sant Joan Baptista al desert                        | Sant Joan Baptista al desert                        | ca. 1620      | Oli sobre tela  | 175 × 152 cm  | Art Institute, Chicago                                   | Javier Portús defensa l'autoria de Velázquez; altres l'atribueixen a Alonso Cano o un altre pintor desconegut                                                                    |             |
| Home jove                                           | Home jove                                           | ca. 1620-1625 | Oli sobre tela  | 73 × 61,2 cm  | Polònia; pintura perduda durant la Segona Guerra Mundial | Al museu estava atribuïda a Velázquez; només se'n conserva la fotografia en blanc i negre                                                                                        |             |
| Felip IV amb cuirassa, jove                         | Felip IV amb cuirassa, jove                         | ca. 1625      | Oli sobre tela  |               | Ringling Museum, Sarasota                                | Alguns crítics la consideren obra autògrafa |             |
| El bufó Juan de Calabazas                           | El bufó Juan de Calabazas                           | ca. 1626      | Oli sobre tela  |               | Museu d'art de Cleveland                                 | López Rey el considerava autògraf, però sembla que no és obra del pintor. |             |
| Cap de dama                                         | Cap de dama                                         | ca. 1630      | Oli sobre tela  |               | Museu Lázaro Galdiano, Madrid                            | Alguns crítics la consideren obra autògrafa |             |
| Retrat de cavaller (possible autoretrat?)           | Retrat de cavaller (possible autoretrat?)           | 1630          | Oli sobre tela  | 67 × 50 cm    | Musei Capitolini, Roma                                   | L'atribució és discutida i hi ha autors que en neguen la de Velázquez |             |
| Baralla davant l'ambaixada espanyola                | Baralla davant l'ambaixada espanyola                | 1630          | Oli sobre coure |               | Collezione Pallavicini, Roma                             | Marini l'atribueix a Velázquez i el considera part del conjunt format per La túnica de Josep i La farga de Vulcà, amb el tema comú de l'engany; ningú més, però, li dona suport. |             |
| Dama de la cort espanyola                           | Dama de la cort espanyola                           | ca. 1633      | Oli sobre tela  |               | Gemäldegalerie, Berlín                                   | |             |
| Retrat de Francisco Bandrés de Abarca               | Retrat de Francisco Bandrés de Abarca               | 1638-1646     | Oli sobre tela  | 64,5 × 53 cm  | Col·lecció particular                                    | López-Rey el considera autògraf, però amb addicions d'altres mans- |             |
| Autoretrat                                          | Autoretrat                                          | 1643          | Oli sobre tela  | 95 × 70 cm    | Galleria degli Uffizi, Florència                         | |             |
| Autoretrat de mig cos                               | Autoretrat de mig cos                               | 1643          | Oli sobre tela  | 95 × 70 cm    | Galleria degli Uffizi, Florència                         | |             |
| Retrat eqüestre de Felip IV, a partir del de Rubens | Retrat eqüestre de Felip IV, a partir del de Rubens | ca. 1645      | Oli sobre tela  |               | Galleria degli Uffizi, Florència                         | Obra de Velázquez i taller, còpia de l'original de Peter Paul Rubens |             |
| Cega                                                | Cega                                                | ca. 1650      | Oli sobre tela  | 46 × 35 cm    | Museu Nacional de Poznań, Poznań                         | Atribuït a Velázquez o el seu taller; fou donat a A. Raczyński per Francesc d'Assís de Borbó, rei consort d'Espanya                                                              |             |

## Obres de taller i còpies
Llista incompleta.
| Quadre                                             | Nom                                                | Data          | Tècnica        | Dimensions    | Localització                                                         | Notes | Referències |
| -------------------------------------------------- | -------------------------------------------------- | ------------- | -------------- | ------------- | -------------------------------------------------------------------- | --- | ----------- |
| Retrat de Felip IV jove, dret                      | Retrat de Felip IV jove, dret                      | post. 1623    | Oli sobre tela |               | Museum of Fine Arts, Boston                                          | Còpia de taller del retrat del Prado de 1623 |             |
| Retrat de Felip IV jove, dret                      | Retrat de Felip IV jove, dret                      | 1625 ca.      | Oli sobre tela |               | National Gallery, Londres                                            | Còpia de taller del retrat del Prado de 1623 |             |
| Retrat de Felip IV jove, dret                      | Retrat de Felip IV jove, dret                      | 1628          | Oli sobre tela |               | Col·lecció de Pedro Contreras, Madrid                                | Còpia de taller del retrat del Prado de 1623 |             |
| Retrat de Felip IV jove, dret                      | Retrat de Felip IV jove, dret                      | ca. 1629      | Oli sobre tela |               | Col·lecció particular; subhastat en 2007 a la Sala Retiro de Madrid  | Còpia de taller del retrat del Prado de 1623, retallada |             |
| Retrat de l'infant Carles                          | Retrat de l'infant Carles                          | post. 1627    | Oli sobre tela |               | Trianon, Versailles                                                  | Còpia de taller a partir del retrat del Museo del Prado |             |
| Retrat d'Elisabet de Borbó                         | Retrat d'Elisabet de Borbó                         | ca. 1628      | Oli sobre tela |               | Col·lecció particular, Madrid                                        | Obra de taller, a partir d'algun dels retrats de Velázquez |             |
| Retrat de Luis de Góngora                          | Retrat de Luis de Góngora                          | ca. 1630      | Oli sobre tela |               | Museo del Prado, Madrid                                              | Rèplica del retrat del museu de Boston (1622) |             |
| Retrat de Luis de Góngora                          | Retrat de Luis de Góngora                          | ca. 1630      | Oli sobre tela |               | Museo Lázaro Galdiano, Madrid                                        | Rèplica del retrat del museu de Boston (1622) |             |
| Retrat de Maria d'Àustria, regna d'Hongria         | Retrat de Maria d'Àustria, regna d'Hongria         | ca. 1630      | Oli sobre tela |               | Gemäldegalerie, Berlín                                               | Còpia de taller |             |
| Felip IV                                           | Felip IV                                           | 1632          | Oli sobre tela | 175 × 152 cm  | Kunsthistorisches Museum, Viena                                      | Obra de taller |             |
| Felip IV caçador                                   | Felip IV caçador                                   | ca. 1634      | Oli sobre tela |               | Musée Goya, Castres                                                  | Obra de taller, còpia de l'original que hi ha al Museo del Prado; s'hi pot veure el quadre tal com era abans de les modificacions que Velázquez va introduir en el retrat original |             |
| Felip IV a cavall                                  | Felip IV a cavall                                  | 1634          | Oli sobre tela |               | Galleria Palatina, Palazzo Pitti, Florència                          | Obra de taller, còpia de l'original que hi ha al Museo del Prado; s'hi pot veure el quadre tal com era abans de les modificacions que Velázquez va introduir a l'original. Possiblement, és obra de Martínez del Mazo i va ser enviat a Florència a l'escultor Pietro Tacca perquè servís de model per a l'escultura eqüestre que avui és a la Plaça d'Orient de Madrid. |             |
| Felip IV a cavall                                  | Felip IV a cavall                                  | post. 1634    | Oli sobre tela |               | Courtauld Institute, Londres                                         | Còpia anònima del retrat original, avui al Prado de Madrid |             |
| Elisabet de Borbó, primera muller de Felip IV      | Elisabet de Borbó, primera muller de Felip IV      | ca. 1635      | Oli sobre tela |               | Statens Museum for Kunst, Copenhaguen                                | Obra de taller, còpia del retrat original perdut |             |
| Elisabet de Borbó, primera muller de Felip IV      | Elisabet de Borbó, primera muller de Felip IV      | ca. 1635      | Oli sobre tela |               | Statens Museum for Kunst, Copenhaguen                                | Obra de taller, còpia del retrat original perdut, amb variants sobre l'altre del mateix museu |             |
| Retrat de Felip IV, dret                           | Retrat de Felip IV, dret                           | 1635 ca.      | Oli sobre tela |               | Ermitage Muzeum, Sant Petersburg                                     | Còpia de taller de'un retrat |             |
| Bust del Comte-Duc d'Olivares                      | Bust del Comte-Duc d'Olivares                      | ca. 1635      | Oli sobre tela |               | Staatliche Kunstsammlungen, Dresden                                  | Obra de taller, còpia de l'original de 1635 que hi ha a l'Ermitage de Sant Petersburg. |             |
| Retrat del príncep Baltasar Carles a cavall        | Retrat del príncep Baltasar Carles a cavall        | 1635          | Oli sobre tela |               | Col·lecció particular; a la venda a Nova York en 2010                | Còpia, probablement de taller, de l'original del Museo del Prado |             |
| Cap de Sant Antoni Abat                            | Cap de Sant Antoni Abat                            | ca. 1642      | Oli sobre tela |               | Col·lecció particular, Nova York                                     | López-Rey l'admetia com a estudi autògraf per a Sant Antoni Abat i Sant Pau Eremita; és obra d'un altre autor, a partir de l'original de Velázquez. |             |
| Retrat d'Adrià Pulido Pareja                       | Retrat d'Adrià Pulido Pareja                       |               | Oli sobre tela |               | National Gallery, Londres                                            | Còpia de Juan Martínez del Mazo d'un original perdut de Velázquez, del que hi ha altres rèpliques |             |
| El príncep Baltasar Carles amb armadura            | El príncep Baltasar Carles amb armadura            | ca. 1639-1645 | Oli sobre tela |               | Mauritshuis, La Haia                                                 | Obra de taller, còpia d'un original de Velázquez o potser de Juan Bautista del Mazo. |             |
| Estudi per a retrat del príncep Baltasar Carles    | Estudi per a retrat del príncep Baltasar Carles    | ca. 1639-1645 | Oli sobre tela |               | Wallace Collection, Londres                                          | Obra de taller. |             |
| Retrat de Velázquez                                | Retrat de Velázquez                                | ca. 1645      | Oli sobre tela |               | Col·lecció particular; subhastat en 2008 a Viena                     | Obra de taller. |             |
| El príncep Baltasar Carles al picador              | El príncep Baltasar Carles al picador              | ca. 1643      | Oli sobre tela |               | Col·lecció Wallace, Londres                                          | Obra de taller, còpia de l'original de la col·lecció del Duc de Westminster. Per la supressió de la figura del Comte-Duc, deu ser posterior a 1643. |             |
| El príncep Baltasar Carles                         | El príncep Baltasar Carles                         | ca. 1643      | Oli sobre tela |               | Museo del Prado, Madrid                                              | Obra de taller, amb intervenció de Velázquez |             |
| Retrat de dama jove                                | Retrat de dama jove                                | ca. 1646      | Oli sobre tela |               | Col·lecció del Duc de Devonshire, Chatsworth                         | Còpia de l'original de la Col·lecció Wallace, amb modificacions. Pot ser de mà de Martínez del Mazo. |             |
| Retrat de Felip IV amb un lleó als peus            | Retrat de Felip IV amb un lleó als peus            | 1652          | Oli sobre tela |               | Museo del Prado, Madrid                                              | Obra de taller. |             |
| Retrat de Felip IV                                 | Retrat de Felip IV                                 | post. 1652    | Oli sobre tela |               | Procedent de la col·lecció de Charles Sedelmeyer; a la venda en 2010 | Obra de taller; parteix del retrat de Felip IV amb el lleó, retallant-lo |             |
| Retrat de Felip IV                                 | Retrat de Felip IV                                 | post. 1652    | Oli sobre tela |               | Kisterssamlung, Suïssa                                               | Obra de taller, feta a partir del retrat del rei dret de 1631 amb el bust del retrat oficial de 1652 |             |
| Retrat de la infanta Maria Teresa als catorze anys | Retrat de la infanta Maria Teresa als catorze anys | 1652-1653     | Oli sobre tela |               | Museum of Fine Arts, Boston                                          | Còpia de taller del retrat del Kunsthistorisches Museum de Viena |             |
| Retrat de la infanta Maria Teresa                  | Retrat de la infanta Maria Teresa                  | 1653          | Oli sobre tela |               | Louvre, París                                                        | Còpia de taller, potser a partir del retrat anterior de Velázquez |             |
| Retrat de la infanta Maria Teresa                  | Retrat de la infanta Maria Teresa                  | post. 1653    | Oli sobre tela |               | Museum of Art of Philadelphia                                        | Còpia de taller |             |
| Retrat de la reina Mariana d'Àustria               | Retrat de la reina Mariana d'Àustria               | 1653          | Oli sobre tela |               | Kunsthistorisches Museum, Viena                                      | Còpia de taller del retrat original avui al Museo del Prado |             |
| Retrat de la reina Mariana d'Àustria               | Retrat de la reina Mariana d'Àustria               | 1653          | Oli sobre tela |               | Musée du Louvre, París                                               | Còpia de taller del retrat original avui al Museo del Prado; durant temps es pensà que era l'original |             |
| Retrat de la reina Mariana d'Àustria               | Retrat de la reina Mariana d'Àustria               | 1653          | Oli sobre tela |               | Metropolitan Museum of New York                                      | Còpia de taller del retrat original avui al Museo del Prado |             |
| Retrat de Felip IV                                 | Retrat de Felip IV                                 | post. 1653    | Oli sobre tela |               | Museo de Bellas Artes, Bilbao                                        | Còpia de taller del retrat de Felip IV del Prado |             |
| Retrat de Felip IV                                 | Retrat de Felip IV                                 | post. 1653    | Oli sobre tela |               | Galeria Sabauda, Torí                                                | Còpia de taller del retrat de Felip IV del Prado |             |
| Retrat de la infanta Margarida                     | Retrat de la infanta Margarida                     | ca. 1655      | Oli sobre tela |               | Musée Ingres, Montauban                                              | Còpia del retrat del Louvre, de taller o un pintor aliè a aquest. |             |
| Retrat de Felip IV orant                           | Retrat de Felip IV orant                           | ca. 1655      | Oli sobre tela |               | Museo del Prado, Madrid                                              | Obra de taller, amb intervenció inicial de Velázquez; parella del de Mariana d'Àustria |             |
| Retrat de Mariana d'Àustria orant                  | Retrat de Mariana d'Àustria orant                  | ca. 1655      | Oli sobre tela |               | Museo del Prado, Madrid                                              | Obra de taller, amb intervenció inicial de Velázquez |             |
| Retrat de Felip IV                                 | Retrat de Felip IV                                 | ca. 1656      | Oli sobre tela |               | Palau de Versalles, Versalles                                        | Còpia de taller a partir d'un original de Velázquez |             |
| Retrat de Mariana d'Àustria                        | Retrat de Mariana d'Àustria                        | ca. 1656      | Oli sobre tela |               | Palau de Versalles, Versalles                                        | Còpia de taller a partir d'un original de Velázquez |             |
| Bust de Mariana d'Àustria                          | Bust de Mariana d'Àustria                          | ca. 1656-1657 | Oli sobre tela |               | Academia de Bellas Artes de San Fernando, Madrid                     | Còpia del taller de Velázquez del retrat de la Col·lecció Thyssen al MNAC de Barcelona |             |
| Retrat de Felip IV                                 | Retrat de Felip IV                                 | post. 1657    | Oli sobre tela |               | Kunsthistorisches Museum, Viena                                      | Còpia de taller del retrat de Felip IV del Prado, segons el model de Londres |             |
| Retrat de Felip IV                                 | Retrat de Felip IV                                 | post. 1657    | Oli sobre tela |               | National Museum of Scotland, Edimburg                                | Còpia de taller del retrat de Felip IV del Prado, segons el model de Londres |             |
| Retrat de Felip IV                                 | Retrat de Felip IV                                 | post. 1657    | Oli sobre tela |               |                                                                      | Còpia de taller del retrat de Felip IV del Prado, segons el model de Londres; subhastada en 2010 a Sotheby's. |             |
| Retrat de Felip IV                                 | Retrat de Felip IV                                 | post. 1657    | Oli sobre tela |               |                                                                      | Còpia de taller del retrat de Felip IV del Prado, segons el model de Londres; subhastada en 2010 a Christie's. |             |
| Retrat de la reina Mariana d'Àustria en vermell    | Retrat de la reina Mariana d'Àustria en vermell    | 1655-1660     | Oli sobre tela | 128,5 × 99 cm | Musée de Versailles                                                  | Obra de taller, potser aliè al de Velázquez |             |
| Retrat de la infanta Margarida d'Àustria en verd   | Retrat de la infanta Margarida d'Àustria en verd   | 1660          | Oli sobre tela | 121 × 107 cm  | Szépművészeti Múzeum), Budapest                                      | Còpia feta per Juan Bautista Martínez del Mazo del retrat de la infanta en blau, avui a Viena |             |